# Asiotmethis limbatus
Asiotmethis limbatus är en insektsart som först beskrevs av Toussaint de Charpentier 1845.  Asiotmethis limbatus ingår i släktet Asiotmethis och familjen Pamphagidae.

## Underarter
Arten delas in i följande underarter:
- A. l. limbatus
- A. l. motasi